# دروازه انتقال
یک گیت انتقال ( TG ) یک گیت آنالوگ شبیه به یک رله است که می تواند در هر دو جهت جریان را هدایت کند یا توسط یک سیگنال کنترل با تقریباً هر پتانسیل ولتاژی، جریان را مسدود کند. این گیت یک سوئیچ مبتنی بر CMOS است که در آن PMOS یک «۱» قوی ولی یک «۰» ضعیف عبور می‌دهد، و NMOS یک «۰» قوی ولی یک «۱» ضعیف عبور می‌دهد. هر دو ترانزیستور PMOS و NMOS به‌صورت همزمان عمل می‌کنند.

## ساختار

نمودار اصلی یک دروازه انتقال. ورودی کنترل ST باید بتواند بسته به ولتاژ منبع تغذیه و ولتاژ سوئیچینگ سطوح منطقی مختلف را کنترل کند.

در اصل، یک گیت انتقال از دو ترانزیستور اثر میدانی (FET) تشکیل شده است، که در آنها - بر خلاف ترانزیستورهای اثر میدان گسسته سنتی - ترمینال زیرلایه (bulk) به صورت داخلی به ترمینال منبع متصل نیست. این دو ترانزیستور، که شامل یک مُسفت کانال n و یک مُسفت کانال p هستند، به‌صورت موازی به یکدیگر متصل شده‌اند، به‌طوری که ترمینال‌های تخلیه و منبع هر دو ترانزیستور به هم وصل شده‌اند. ترمینال‌های گیت این ترانزیستورها از طریق یک گیت NOT (معکوس‌کننده) به یکدیگر متصل شده‌اند تا ترمینال کنترل را تشکیل دهند.
برخلاف FET های گسسته، ترمینال زیرلایه به اتصال منبع متصل نیست. در عوض، ترمینال‌های زیرلایه به پتانسیل تغذیه مربوطه متصل می‌شوند تا اطمینان حاصل شود که دیود انگلی زیرلایه (بین منبع/تخلیه و بستر) همیشه بایاس معکوس داشته و بنابراین بر جریان سیگنال تأثیر نمی‌گذارد. بنابراین، ترمینال زیرلایه مُسفت کانال p به پتانسیل منبع تغذیه مثبت و ترمینال زیرلایه مُسفت کانال n به پتانسیل منبع تغذیه منفی متصل می شود.

## تابع

ویژگی مقاومت یک دروازه انتقال. VTHN و VTHP موقعیت‌هایی را نشان می‌دهند که در آن ولتاژی که باید سوئیچ شود به یک پتانسیل رسیده است، جایی که ولتاژ آستانه ترانزیستور مربوطه می‌رسد.

هنگامی که ورودی کنترل یک صفر منطقی (پتانسیل تغذیه منفی) باشد، گیت مُسفت کانال n نیز در پتانسیل ولتاژ تغذیه منفی قرار می‌گیرد. گیت مُسفت کانال p به دلیل عملکرد معکوس‌کننده (اینورتر) به پتانسیل ولتاژ تغذیه مثبت می‌رسد. صرف‌نظر از اینکه در کدام ترمینال سوئیچ گیت انتقال (A یا B) ولتاژی اعمال شود (در محدوده مجاز)، ولتاژ دروازه-منبع(گیت-سورس) مُسفت‌های کانال n همواره منفی و برای مُسفت‌های کانال p همواره مثبت خواهد بود. بر این اساس، هیچ‌یک از دو ترانزیستور جریان را عبور نخواهند داد و گیت انتقال خاموش می‌شود.
هنگامی که ورودی کنترل یکِ منطقی باشد، ترمینال دروازه مُسفت های کانال n در یک پتانسیل ولتاژ تغذیه مثبت قرار می‌گیرد. توسط معکوس کننده، ترمینال گیت مُسفت های کانال p اکنون در یک پتانسیل ولتاژ تغذیه منفی قرار می‌گیرد. از آنجایی که ترمینال زیرلایه ترانزیستورها به ترمینال منبع متصل نیست، پایانه های تخلیه(drain) و منبع تقریباً در یک سطح قرار دارند و ترانزیستورها با ایجاد اختلاف ولتاژ بین ترمینال گیت و یکی از این دو ترمینال شروع به هدایت جریان می کنند.
هنگامی که یکی از ترمینال‌های سوئیچ گیت انتقال به ولتاژی نزدیک به ولتاژ تغذیه منفی افزایش می‌یابد، یک ولتاژ دروازه-منبع مثبت (ولتاژ دروازه به تخلیه) در مُسفت کانال n ایجاد می‌شود و ترانزیستور شروع به هدایت جریان می‌کند و گیت انتقال به حالت رسانایی می‌رسد. ولتاژ در یکی از پایانه‌های سوئیچینگ گیت انتقال به طور مداوم تا پتانسیل ولتاژ تغذیه مثبت افزایش می‌یابد، بنابراین ولتاژ دروازه-منبع در مُسفت کانال n کاهش می‌یابد (ولتاژ دروازه-تخلیه) و این ترانزیستور شروع به خاموش شدن می‌کند. در همان زمان، مُسفت کانال p دارای یک ولتاژ دروازه-منبع منفی (ولتاژ دروازه به تخلیه) است که به موجب آن این ترانزیستور شروع به هدایت می‌کند و گیت انتقال سوئیچ می‌شود و تغییر حالت می‌دهد.
به این ترتیب، گیت انتقال قادر است جریان را در تمام محدوده ولتاژ عبور دهد. مقاومت انتقالی گیت انتقال بسته به ولتاژی که باید سوئیچ شود متفاوت است و معادل ترکیبی از منحنی‌های مقاومت دو ترانزیستور است.

## برنامه های کاربردی

### سوئیچ الکترونیکی
از گیت های انتقال به منظور پیاده‌سازی سوئیچ های الکترونیکی و مالتی پلکسرهای آنالوگ استفاده می شود. اگر یک سیگنال به خروجی های مختلف ( کلیدهای تغییر ، مالتی پلکسرها) متصل باشد، می‌توان از چندین گیت انتقال به‌عنوان یک گیت انتقال برای هدایت یا مسدود کردن جریان (مانند یک سوئیچ ساده) استفاده کرد. یک نمونه معمولی در سری 4000 و سری 74 به نام 4066 4-way "سوئیچ دوطرفه" می تواند سیگنال های آنالوگ یا دیجیتال را کنترل کند و توسط تولید کنندگان مختلف در دسترس است.

### مالتی پلکسر آنالوگ
بسیاری از سیستم های سیگنال مختلط از یک مالتی پلکسر آنالوگ برای هدایت چندین کانال ورودی آنالوگ به یک مبدل آنالوگ به دیجیتال استفاده می کنند.

### مدارهای منطقی
مدارهای منطقی را می‌توان با استفاده از گیت‌های انتقال به‌جای شبکه‌های کششی بالا (pull-up) و کششی پایین (pull-down) سنتی CMOS ساخت. چنین مدارهایی اغلب می توانند فشرده‌تر ساخته شوند، که این موضوع می تواند در پیاده‌سازی‌های سیلیکونی مورد توجه قرار گیرد.

### ولتاژهای منفی
با استفاده از یک گیت انتقال برای سوئیچ کردن ولتاژهای متناوب (به عنوان مثال: سیگنال صوتی)، پتانسیل منبع تغذیه منفی باید کمتر از کمترین پتانسیل سیگنال باشد. این امر تضمین می کند که دیود زیرلایه حتی در ولتاژهای منفی نیز نارسانا باقی می‌ماند. اگرچه گیت انتقال هنوز می تواند به سطوح ولتاژ منطقی سوئیچ کند، نسخه های ویژه‌ای با شیفترهای سطح یکپارچه وجود دارد. یک مثال خوب، تراشه استاندارد 4053 است که معمولاً برای انتخاب بین ورودی‌های آنالوگ تقویت‌کننده صدا استفاده می‌شود. این چیپ دارای یک اتصال زمین جداگانه (پایه 8) و یک اتصال زیرلایه منفی (پایه 7) است که شیفتر سطح را نیز تامین می‌کند.

## همچنین ببینید
- منطق سه حالته
- سوئیچ آنالوگ

## مراجع
1. "What is a Transmission Gate (Analog Switch)? - Tutorial - Maxim". www.maximintegrated.com. Retrieved 2019-05-21.
2. 4066 Datenblätter
3. Franco Zappa. "Electronic Systems". Section 6.9: Analog Multiplexers.
4. John G. Webster. "Electrical Measurement, Signal Processing, and Displays". 2003. p. 36-12.
5. Robert A. Pease. "Troubleshooting Analog Circuits". 2013. p. 132.

- Ulrich Tietze, Christoph Schenk: Halbleiter-Schaltungstechnik. 12. Auflage, Springer, Berlin/Heidelberg/New York 2002, شابک ‎۳−۵۴۰−۴۲۸۴۹−۶.
- Erwin Böhmer: Elemente der angewandten Elektronik. 15. Auflage, Vieweg & Sohn Verlag | GWV Fachverlage GmbH, Wiesbaden 2007, شابک ‎۹۷۸−۳−۸۳۴۸−۰۱۲۴−۱.
- Klaus Fricke: Digitaltechnik. 6. Auflage, Vieweg & Sohn Verlag | GWV Fachverlage GmbH, Wiesbaden 2009, شابک ‎۹۷۸−۳−۸۳۴۸−۰۴۵۹−۴.

1. ↑  "What is a Transmission Gate (Analog Switch)? - Tutorial - Maxim". www.maximintegrated.com. Retrieved 2019-05-21.